# Burg Ojców
Die Burg Ojców ist eine Burgruine aus dem 14. Jahrhundert beim polnischen Dorf Ojców, etwa 25 km nordwestlich von Krakau. Sie gehört zur Gruppe der sogenannten Adlerhorstburgen im Krakau-Tschenstochauer Jura.
Sie wurde erstmals in der Chronik von Janko aus Czarnków erwähnt. Der erste Bewohner der Burg, ein Burggraf namens Zaklika de Kozkow, wurde 1370 urkundlich erwähnt. Deshalb nimmt man an, dass die Burganlage in der zweiten Hälfte des 14. Jahrhunderts erbaut wurde.

## Legende
Die Legende bringt diesen Ort mit dem polnischen König Ladislaus I. Ellenlang in Verbindung. So heißt es, dass der Erbauer der Burg, Kasimir der Große, den Ort zu Ehren seines Vaters benannt hat, der sich dort während der Zeit der Rivalität um den Königsthron gegen Wenzel I. von Böhmen in den Höhlen und Wäldern der Umgebung versteckt haben soll.

## Lage
Die Burg liegt nördlich des Ortskerns im Zentrum des Prądniktal auf einem Jurafelsen. Umgeben ist die Burg auf allen Seiten von 1,5 Meter dicke Steinmauern. Die westliche Seite der Burg war zusätzlich mit einem Graben und einem großen Turm über dem Einfahrtstor befestigt.

## Eigentumsverhältnisse

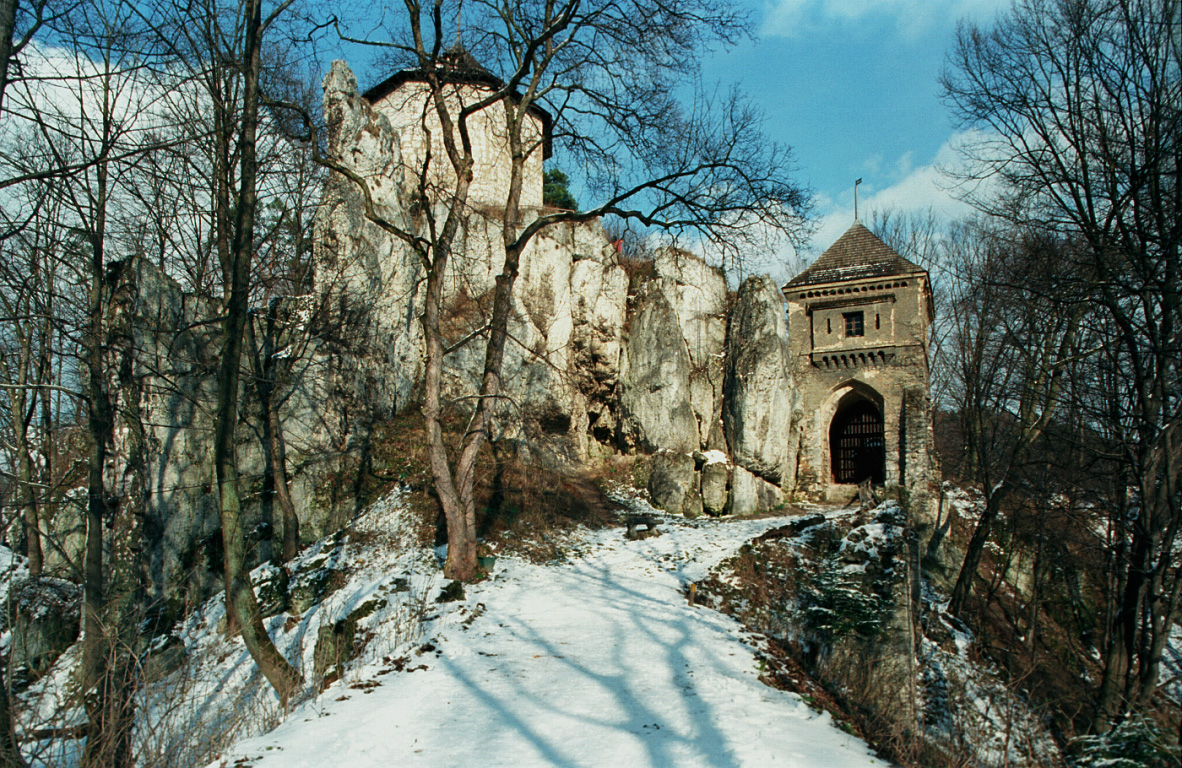
Burg Ojców

Über den ersten Pächter der Burg weiß man heute nur wenig. Da der Pachtvertrag nicht vererbt werden konnte, mussten die Nachkommen des Pächters beim König vorsprechen, um das Recht auf die Burg zu erhalten. Auf diese Weise erwirkte Jan aus Korzkiew (wahrscheinlich ein Enkel des Zaklik), der dem König einen beträchtlichen Geldbetrag lieh, die Rechte an der Burg. 
Nach dem Tod des Jan aus Korzkiew, wurde die Burg von Hińcza aus Rogów und danach von Piotr Szafraniec aus Pieskowa Skała bewohnt, die dem König ebenfalls Geld liehen. So hatte die Burg im Laufe der Zeit sehr viele verschiedene Besitzer, die diese aber nicht immer bewohnten. Aus diesem Grund verkam die Burg immer mehr und wurde baufällig.
Noch im 17. Jahrhundert renovierte die Familie Koryciński die Burg aus privaten Mitteln und verkaufte sie kurz danach an Stanisław Warszycki. Im 18. Jahrhundert hatte die Burg noch viele weitere Besitzer, bevor sie im 19. Jahrhundert verfiel.